# Луїз Карлос Феррейра
Луїз Карлос Феррейра (порт. Luiz Carlos Ferreira), більш відомий як Луїзіньйо (порт. Luizinho, нар. 22 жовтня 1958, Нова-Ліма) — бразильський футболіст, що грав на позиції захисника.
Виступав, зокрема, за клуби «Атлетіко Мінейру» та «Спортінг», а також національну збірну Бразилії.

## Клубна кар'єра
Луїзіньйо народився 22 жовтня 1958 року в місті Нова-Ліма в сім'ї Вітора Леонардо Феррейри (порт. Vitor Leonardo Ferreira) і Норіти Саломе (порт. Norita Salomé). Сім'я була дуже бідною, а тому Луїс Карлос був змушений з юних років працювати: допомагав матері продавати овочі, трудився чистильником взуття, працював алтарником в церкві Санта-Ефігенії і в телевізійній компанії Телесон. Між роботою Луїзіньйо грав в аматорській команді «Морро-Вельйо».
Коли йому було 12 років, його помітили скаути клубу «Вілла-Нова», які запросили молодого гравця до себе. Він провів у команді всі молодіжні рівні, поки головний тренер молодіжної команди, Нелсіньйо, що став за словами Лузіньйо його другим батьком, не порекомендував його до основного складу. Спочатку футболіст виступав на позиції центрального нападника, проте потім був переведений у захист. Його дебютною грою став матч з «Уберландією», в якій його команда перемогла 3:1. В основному складі «Віла-Нови» Луїзіньйо провів 3 сезони, поєднуючи роботу і виступи за клуб. Лише в 1978 році він підписав свій перший професіональний контракт.
У 1979 році він перейшов до клубу «Атлетіко Мінейру», на правах оренди. Але всього через кілька місяців головний тренер команди, Прокопіо Кардозо, наполіг на покупці молодого футболіста, за контракт з яким було заплачено 800 тис. крузейро. Він дебютував у складі команди 28 січня 1979 року в товариському матчі проти своєї колишньої команди, «Вілла-Нови», організованому з нагоди його трансферу; зустріч завершилася внічию 1:1. У першому ж сезоні в команді Луїзіньйо виграв чемпіонат штату Мінас-Жерайс. А всього він вісім разів перемагав з «Атлетіко» в цьому турнірі, а також тричі вигравав Кубок штату Мінас-Жерайс і один раз, в 1980 році, виграв срібні медалі чемпіонату країни. Останній матч за «Атлетіко Мінейро» Луїзіньйо провів 29 липня 1989 року на Кубок Бразилії проти «Наутіко Ресіфі», в якому його команда перемогла 3:0. Всього за команду з Белу-Орізонті футболіст провів 537 матчів і забив 21 гол.
1989 року уклав контракт з португальським «Спортінгом», у складі якого провів наступні три роки своєї кар'єри гравця. 26 серпня він дебютував у складі клубу в матчі з «Бейра-Маром», в якому його команда перемогла 1:0. Всього за сезон він провів 30 ігор і забив 3 голи, перший з яких 24 лютого 1990 року в матчі з «Пенафіелом». На наступний рік він допоміг клубу вдало виступити в Європі, де його команда дійшла до півфіналу Кубка УЄФА; по ходу турніру він забив важливий гол, зрівнявши рахунок у важливому чвертьфіналі з «Болоньєю». Сезон 1991/92 став останнім для Луїзіньйо в «Спортінгу»: однак незважаючи на 33-річний вік він залишався гравцем основи і лідером команди. 17 травня 1992 року він провів останній матч за клуб, в ньому «Спортінг» зіграв внічию з «Шавешом» (1:1). Всього за три роки в Португалії Луїзіньйо провів 98 матчів (82 в чемпіонаті) і забив 4 голи. Однак великих клубних досягнень не домігся.
У 1992 році Луїзіньйо повернувся до Бразилії, ставши гравцем «Крузейру». Там футболіст провів три сезони. Після завоювання клубом Кубка Бразилії і перемоги в штаті Мінас-Жерайс він завершив кар'єру. Через два роки, захисник повернувся у футбол, щоб допомогти рідній «Вілла-Нова», яка прагнула вийти в Серію В чемпіонату Бразилії. За допомогою Луїзіньйо команда не програла жодного матчу в серії С і виграла турнір, повернувшись до другого бразильського дивізіону. Після цього, Луїзіньйо остаточно завершив ігрову кар'єру.

## Виступи за збірну
1980 року дебютував в офіційних матчах у складі національної збірної Бразилії.
У складі збірної був учасником чемпіонату світу 1982 року в Іспанії, де зіграв у всіх п'яти іграх своєї команди, яка не подолала другий груповий етап.
Загалом протягом кар'єри у національній команді, яка тривала 4 роки, провів у її формі 32 матчі, забивши 2 голи.

## Подальше життя
Завершивши кар'єру гравця, Луїзіньйо став тренером, працював з юнацькими командами «Атлетіко Мінейро» різних вікових груп. У 2001 році він, в ролі помічника головного тренера молодіжної збірної штату Мінас-Жерайс, переміг у чемпіонаті Бразилії серед штатів. Також Луїзіньйо працював асистентом головного тренера «Атлетіко», Марсело Олівейри.
У 2001 році Луїзіньйо увійшов до списку 111 найвідоміших вихідців з Нови-Ліми за всю історію міста. У 2005 році він став міністром спорту та відпочинку Нова-Ліми. 
У 2009 році Луїзіньйо був нагороджений медаллю «За заслуги в галузі спорту Мінас-Жерайс», яку йому вручив губернатор штату Аесіо Невес. У січні того ж року він став президентом клубу «Віла-Нова», в якому почав кар'єру.

## Титули і досягнення
- Володар Кубка Бразилії (1):

«Крузейру»: 1993
- Переможець Ліги Мінейро (9):

«Атлетіко Мінейру»: 1978, 1979, 1980, 1981, 1982, 1985, 1986, 1989
«Крузейру»: 1994